# Booponus malayana
Espèce
Booponus malayana est une espèce de diptères de la famille des Calliphoridae. On la trouve en Malaisie, sur le continent ainsi que dans l’État malais de Sabah sur Bornéo.

## Description
Comme tous les diptères, Booponus malayana suit un développement holométabole et présente quatre stades de développement : l'œuf, la larve (asticot), la nymphe (pupe) et l'imago (mouche adulte).
L'imago du phénotype présente une tête brun jaunâtre, une arista plumeuse dont les soies de la face ventrale sont courtes. Le thorax est brun jaunâtre couvert de soies noires sur le dos. les ailes sont hyalines brunâtres. Les pattes sont brun jaunâtre couvertes de soies noires. L'abdomen est arqué, en grande partie brun jaunâtre, irrégulièrement foncé postérieurement. Sa longueur est de 6,5 mm.
On distingue l'imago de B malayana de celui de Booponus aldrichi par la couleur entièrement jaune de l'abdomen chez B malanya. De plus, B malayana, présente un troisième article antennaire essentiellement noir à l'exception de l'extrémité de la base qui est rougeâtre ce qui permet la distinction avec Booponus intonsus.

## Répartition
Les spécimens étudiés dans la publication originale proviennent de Malaisie péninsulaire et de l’État de Sabah sur Bornéo.

## Systématique
Le nom valide complet (avec auteur) de ce taxon est Booponus malayana Kurahashi (d), Benjaphong (d) & Omar (d), 1997.

### Étymologie
Son épithète spécifique, malayana, fait référence à la localité type de cette espèce, la Malaisie.

### Publication originale
- (en) Hiromu Kurahashi, Nipa Benjaphong et Baharudin Omar, « Blow flies (Insecta: Diptera: Calliphoridae) of Malaysia and Singapore », Raffles Bulletin of Zoology, National University of Singapore, vol. Suppl. 5,‎ 30 septembre 1997, p. 1-88 (lire en ligne  [PDF], consulté le 1er février 2025).